# El Arbolito, Veracruz
El Arbolito är en ort i Mexiko.   Den ligger i kommunen Álamo Temapache och delstaten Veracruz, i den sydöstra delen av landet, 220 km nordost om huvudstaden Mexico City. El Arbolito ligger 57 meter över havet och antalet invånare är 199.
Terrängen runt El Arbolito är huvudsakligen platt, men åt nordost är den kuperad. Runt El Arbolito är det ganska tätbefolkat, med 166 invånare per kvadratkilometer. Närmaste större samhälle är Álamo, 13,0 km nordväst om El Arbolito. Trakten runt El Arbolito består till största delen av jordbruksmark.